# Резолюція Генеральної Асамблеї ООН 273 (III)
Резолю́ція Генера́льної Асамбле́ї ООН 273 (III) «Прийняття́ Ізра́їлю до чле́нів Організа́ції Об'є́днаних На́цій» — резолюція, якою схвалено членство Ізраїлю в ООН, після проголошення ним 14 травня 1948 року незалежності від Великої Британії та на підставі звіту Ради Безпеки від 4 березня 1949 року з питання розгляду відповідної ізраїльської заявки. Документ ухвалений 11 травня 1949 року 37 голосами проти 12 при 9 утриманих під час 207-го пленарного засідання 3-ї сесії Генеральної Асамблеї Організації Об'єднаних Націй.

## Голосування
| Голос      | Кількість | Держави-члени Організації Об'єднаних Націй |
| ---------- | --------- | --- |
| За         | 37        | Австралія, Аргентина, Болівія, БРСР, Венесуела, Гаїті, Гватемала, Гондурас, Домініканська Республіка, Еквадор, Ісландія, Канада, Колумбія, Коста-Рика, Куба, Ліберія, Люксембург, Мексика, Нідерланди, Нікарагуа, Нова Зеландія, Норвегія, Панама, Парагвай, Перу, Південно-Африканський Союз, Польща, Республіка Китай, Сполучені Штати Америки, СРСР, УРСР, Уругвай, Філіппіни, Франція, Чехословаччина, Чилі, Югославія |
| Проти      | 12        | Афганістан, Бірма, Ефіопія, Єгипет, Ємен, Індія, Ірак, Іран, Ліван, Пакистан, Саудівська Аравія, Сирія |
| Утрималися | 9         | Бельгія, Бразилія, Велика Британія, Греція, Данія, Сальвадор, Сіам, Туреччина, Швеція |
| Всього     | 58        | |